# مسجد هادوم
مسجد هادوم (بالألبانية: Xhamia e Hadumit)‏، (بالتركية: Hadım Camisi)‏ في جاكوفا، كوسوفو، تم بنائه في العقد الأخير من القرن السادس عشر (1594/95) بتمويل من هادوم سليمان أفندي - هادوم آغا، وهو ما يُفسر اسم المسجد. تم بناء المسجد على ملك جاكي فولا، ويقع في السوق القديم. وهو عبارة عن هيكل مستطيل الشكل ومغطى بالقبة، وينتمي إلى الأشكال الكلاسيكية للمسجد ذي الطراز الإسلامي الكوسوفي. يوجد حول المسجد مقابر ذات زخارف منحوتة ومنقوشة بنعوت باللغة العثمانية القديمة. وكانت المقابر مملوكة للعائلات الأكثر احتراما في جاكوفا. وكان هناك أيضًا "حمام"، لكنه تم تدميره خلال الحرب العالمية الثانية. المداخل مغطاة بنقوش نباتية وأشكال هندسية واقتباسات من القرآن الكريم والأرابيسك. في 1999، تم إحراق المجمع المحيط بالكامل ولم ينج سوى المسجد والمئذنة وبعض زخارف الأرابيسك المتضررة.